# Johan Holmbergsson

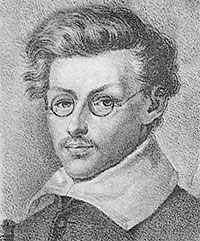
Johan Holmbergsson. Teckning av Adolf Hårdh.

Johan Holmbergsson, född den 14 juli 1804 i Uppsala, död den 16 januari 1835 i Lund, var en svensk tecknare och grafiker. Han var son till juristen Johan Holmbergson och Margareta Maria Strindberg.

## Biografi
Johan Holmbergsson vistades sedan dels i huvudstaden, dels i hemstaden Lund. Han var till sitt yttre en originell man. Han gick iklädd ett slags 1600-talsdräkt och skrev 1500-talssvenska. Han var gänglig, lång till växten, så att säga förvuxen, men med ett barnarent och hjärtegott utseende, som tilltalade alla. Han började teckna när han var 13 år och samtidigt började han föra kortfattade dagboksanteckningar som har blivit den viktigaste källan för hans livsöde. Han studerade teckning och målning för ritmästaren Andreas Arfwidsson i Lund, där han blev student 1820 för att där studera naturvetenskap och historia. Han fortsatte sina studier 1823 vid Konstakademiens principskola där han studerade etsning och litografi för Christian Forssell.
Som konstnär framträdde han först 1824 på uppmuntran från kronprins Oscar med fyra teckningar till Tegnérs bok  Axel som först publicerades i Boijes Magasin för konst, nyheter och moder. År 1826 började han, i samma tidskrift, publicera Teckningar till Gustav Vasas historia, etsade av Boije men hela arbetet blev inte fullbordat.
Holmbergsson ägnade sig nästan uteslutande åt teckning av historiska scener eftersom det visade sig att han saknade färgsinne. Som hans huvudarbete anses 72 scener ur svenska historien (Nationalmuseumw). Dessa konturteckningar började han själv etsa i koppar; efter hans död av lungsot fortsattes verket av Forssell, men endast 23 blad utkom.
Till Fritjofs saga (5:e upplagan 1831) utförde Holmbergsson illustrationer i litografi. Några teckningar till Fröken Florentinas af Ober-Weimar berättelse om sin befrielse från klostret som utgavs 1842 innehöll även utdrag utdrag ur Holmbergssons almanacksanteckningar 1817–1833 och en kort biografi, i vilka hans naiva och egendomliga skaplynne omedelbart avspeglar sig. Många av hans ännu ej offentliggjorda teckningar ägs av Lunds universitetsbibliotek.
Christoffer Eichhorn skriver i Nordisk Familjebok: "Holmbergssons kompositioner äro rika och lifligt anordnade, de äro tecknade med hvass penna, utan skuggor. För själsrörelser och djupare patos saknar han uttryck; men linjens skönhet och rörelsens styrka ega i honom en lycklig tolk." Georg Nordensvan tillägger: "Bäst och mest omedelbar är han i sina teckningar ur sällskapslifvet i Lund, ur sitt eget familjelif och ur bondelifvet, marknadsscener o. d."
Holmbergsson hade stor förmåga att knyta vänskapsband och umgicks bland annat med Erik Gustaf Geijer, Frans Michael Franzén, Peter Wieselgren, Carl Johan Fahlcrantz, Johan Gustaf Sandberg, Michael Gustaf Anckarsvärd, Fredrik Boije och han understöddes och uppmuntrades i sin konstnärliga verksamhet av Drottning Desideria och kronprins Oscar.

Peter Wieselgren sade på 1830-talet 
| ”                  | Troligen har ingen i vår tid levat så utom sin tid som han. Han var en gåta för de flesta, en slags syn för alla, men ingav ingen rädsla, utan älskades även av dem, som ej förstod detta fenomen. Han levde i Svenska minnenas värld. Då han läst en vacker bedrift, lade han boken samman, såg händelsen med sitt inre öga och började sin teckning | „ |
| – Peter Wieselgren | |   |

Holmbergsson finns representerad vid bland annat Lunds universitetsbibliotek, Uppsala universitetsbibliotek., Nationalmuseum, Kulturen och Kungliga biblioteket.